# 리얼리? 리얼리!
《Really? Really!》(리얼리? 리얼리!)는 Navel에서 발매한 SHUFFLE!의 스핀오프 작품이다. 일본 약칭은 '리아리아', 대한민국 약칭은 '리얼리'(혹은 '리얼리 X2')이다.

## 개요
Navel의 데뷔작인 'SHUFFLE!'의 히로인 중 한 명인 후요우 카에데의 후속편. 'SHUFFLE!'의 후속편으로는 두 번째 작품이다. 'Tick! Tack!'을 포함한 시리즈의 캐릭터가 거의 전부 등장한다.
SHUFFLE!의 최고 인기 캐릭터인 후요우 카에데의 후속편인 점과, 전에 발매된 네리네의 후속편인 'Tick! Tack!'의 과도한 성인 장면으로 인한 인기 상실의 탓으로 발매 전부터 대한민국에서 많은 관심을 받았으며, 한글화 패치가 신속하게, 두 개의 팀(팀 블랙헤븐, 팀 프리)에서 각각 제작되었다.

## 역사
- 2006년 11월 24일 - Limited Edition 발매. (한정판)
- 2007년 4월 27일 - Standard Edition 발매. (표준판)
- 2009년 6월 25일 - 카도카와 쇼텐에서 닌텐도 DS용 리아리아DS가 출시되었다. 니시마타 아오이의 신CG 외에 미니게임, 마이크 입력, 터치 펜 입력 등 새로운 요소가 추가되었다.

## 줄거리
무대는 린과 카에데가 이어진 후의 휴일. 프리무라를 다시 후요우가로 보내 주려는 신왕과 마왕은 린과 카에데 앞에서 프리무라의 감정 억제를 검사한다. 그러나 프리무라의 마력이 기계의 한계치를 넘어, 카에데의 정신에 영향을 초래한다. 그 결과, 카에데의 기억에 있는 추억이 조작되고 '후요우 카에데'라는 존재가 언제 깨어날 지 모르는 수면에 빠진다.
그런 카에데를 구하기 위해 린과 친구들은 카에데의 정신세계로 들어간다.

## 등장인물
각 캐릭터 당 2명의 성우들은 다른 명의의 동일 인물이며 PC/DS 순서.

### 메인 캐릭터
츠치미 린(土見 稟)
성우 : 아카기 카구라 / 노지마 히로후미 (소년기 : 잇시키 히카루 / 타나카 료코)
주인공. 어렸을 적에 부모님께서 교통사고로 돌아가시는 바람에 고아가 되어, 동갑내기 친구인 카에데의 집에서 식객으로 지내고 있다. 어렸을 적, 길을 잃었던 두 명의 소녀 시아와 네리네와 함께 놀아줬었고, 그 두 소녀가 그의 약혼녀임을 자청하여 바베나 고등학교에 전학을 왔다. 그러나, 지금은 소꿉친구인 카에데를 선택하여, 카에데와 사귀고 있다.
후요우 카에데(芙蓉 楓)
성우 : 토노 란 / 고토 유코
후요우 집안의 외동딸. 린과는 어렸을 때부터 알게 된 소꿉친구. 린의 부모님께서 교통사고로 돌아가셨을 때 그녀 또한 어머니를 같은 사고로 잃었다. 이후, 그녀의 아버지의 제안으로 린이 그녀의 집에서 살기 시작하면서, 둘은 동거를 시작한다. 살아오면서, 약간의 트러블이 있었지만, 지금은 린의 뒷바라지를 완벽하게 해내고 있고, 어느새 연인 사이가 되었다.
야에 사쿠라(八重 桜)
성우 : 아구미 오토 / 고토 마이
린과 카에데의 소꿉친구. 카에데와 친하게 지내다가, 카에데로부터 린을 소개받았다. 이후, 둘과 같은 초등학교와 중학교를 다니게 되면서 카에데와 린의 모든 것을 지켜본 소녀이다. 중학교 시절에는 린에게 고백을 한 적이 있으나, 거절당하였고, 이후 자신의 꿈을 향하여 나가고자 시립 스토레리치아 여학원으로 진학한다. 큰 고양이 모양의 인형을 린의 도움(?)으로 구입한 적이 있는데, 인형의 이름을 ‘린 군’으로 붙이고 린의 대용품(?)으로 사용하고 있다.
'Really? Really!'에서 첫 등장.
프리무라(プリムラ)
성우 : 호쿠토 미나미 / 히토미
신계와 마계의 공동 연구로 만들어진 데미 휴먼. 마계에 있다가, 이야기로만 들어왔던 린을 보기 위하여 인간계로 왔다. 처음에는 감정 표현을 할 수 없어 항상 무감정한 표정을 짓고 다녔지만, 시간이 지날수록 어느 정도의 감정 표현을 할 수 있게 되었다. 고양이 인형을 항상 품고 다닌다.
시구레 아사(時雨 亜沙)
성우 : 타카라즈카 스미레 / 이토 미키
린과 카에데의 선배. 중학교 때 카에데가 요리부에 들어가면서 카에데와 알게 되었고, 이후 린과도 알게 되었다. 요리부 부장인 만큼 요리를 꽤 잘하고 학업 성적도 우수하다. 이미지와 맞지 않게 요리부 부장이어서인지 ‘경악의 시구레’라는 별명이 따라다닌다.
'Really? Really!'에서는 카에데의 기억왜곡에 의해 잠시 긴생머리가 된다. 엔딩 직전의 선택지에 따라서 엔딩CG에서도 긴생머리가 된다.
마유미=타임(麻弓＝タイム)
성우 : 카토리 나스미 / 이노우에 미키
린과 카에데의 동급생. 바베나 학원 1학년 때부터 같은 반이었다. 가장 큰 특징은 양쪽 눈동자의 색이 다르다는 것 (오드아이). 사실, 인간과 마족의 혼혈이지만, 인간 쪽에 더 가까워서 마력은 쓰지 못한다. 신문부나 사진부는 아니지만 항상 디지털 카메라를 가지고 다니면서 흥미진진해 보이거나 관심거리가 될 수 있을 만한 사진들을 찍고 다닌다.
베니바라 나데시코(紅薔薇 撫子)
성우 : 오다 마리 / 타케마 치노미
바베나 고등학교의 세계사 선생 겸 린과 카에데의 담임 선생님. 이른바 ‘열혈 교사’로 불리는 선생님으로 학생들의 지지를 받는 편이지만, 불량기가 있는 학생들에게는 그만큼 엄하여서 타이어 매고 운동장을 뛰게 한다든지 토끼뜀으로 계단을 올라갔다 내려가게 하는 등의 벌을 내리기도 한다. 어떠한 이유인지는 모르겠지만, 뛰어난 외모에도 불구하고 아직 사귀는 사람이 없다.

### 서브 캐릭터
리시안사스(リシアンサス)
성우 : 사사 루미코 / 아오키 사야카
신계의 공주. 신계에서 지내다가 인간계로 왔다. 8년 전에도 인간계에 왔었는데, 이때 길을 잃고 헤매다가 어렸을 때의 린과 우연히 만나게 된다. 인간계로 다시 온 계기도 린과 재회하기 위해서라는데… 일부다처제인 신계에서 어머니가 무려 3분이다. 그러나, 그녀를 낳은 어머니는 한 가지 비밀을 가지고 있고, 리시안사스도 그와 관련된 비밀을 가지고 있다. 이름은 줄여서 ‘시아’라고도 불린다.
네리네(ネリネ)
성우 : 마츠나가 유키 / 나가미 하루카
마계의 공주. 마계에서 지내다가 리시안사스가 전학 온 같은 날 바베나 학원에 전학온다. 리시안사스가 인간계로 온 이유와 똑같이 어렸을 때 인간계에서 만났었던 소년 린과 재회하기 위해서다. 과거에 신계와 마계의 공동 연구에 참여했던 적이 있다. 이 때의 실험으로 그녀에게도 한가지 비밀이 생겼다. 학교에서 학업 성적도 꽤 우수하지만, 가사와 관련된 일에는 능숙하지 못하고 실수를 자주 하여 집안의 귀중한 물건을 몇 번 깨뜨린 적이 있다.
'Really? Really!'에서는 카에데의 기억왜곡에 의해 잠시 붉은 머리가 된다. 참고로 'Tick! Tack!'의 SCG가 재활용되었다.
시구레 아마(時雨 亜麻)
성우 : YURIA / YURIA
아사의 어머니. 그러나 ‘아줌마’라는 사실이 믿기지 않을 정도의 몸매와 얼굴을 가지고 있다. 이츠키가 아줌마라는 사실을 모르고 헌팅을 시도했을 정도.
원래는 마족이 강화된 1차 인공생명체이므로 귀가 마족의 형태지만, 그것을 모르는 카에데의 정신세계 속이었으므로 인간 형태의 귀를 가지고 있다.
카레하(カレハ)
성우 : 히나타 유라 / 히나타 유라
아사의 친구. 원래 신족이지만 10년 전에 인간계로 들어와서 바베나 학원에 다니고 있다. 학교에 들어오자마자 아사를 알게 되어 친구가 되었다. 아름다운 외모를 가지고 있지만 주변에 남자가 없는 것이 이상하다. 아무래도 그녀의 가장 큰 결점(?)인 망상소녀 모드가 문제인 듯.
츠보미(ツボミ)
성우 : 잇시키 히카루 / 타나카 료코
카레하의 여동생. 올해 중학교 3학년으로, 내년에 바베나 학원에 입학할 예정이다. 카레하의 망상모드를 그대로 이어받아, 카레하가 ‘어머머~♬’를 연발한다면 츠보미는 ‘꺄꺄아~♬’를 연발한다. 연애 소설을 쓰는 것을 좋아한다.
'SHUFFLE! on the Stage에서부터 등장한다.
세이지(セージ)
성우 : 아오야마 유카리 / 토모나가 아카네
네리네의 어머니. 원래는 마왕가의 메이드였다가 마왕과 결혼하였다. 말보다 손이 먼저 올라가며 메이드로써의 긍지와 자존심이 꽤 강하다. 그녀의 주특기인 썬더 킥은 마왕이 이상한 행동을 할 경우 볼 수 있다.
'Tick! Tack!'에서부터 등장한다.
'Really? Really!'에서는 카에데의 기억왜곡으로 인해 원래 등장 타이밍이 아닌데 등장하기도 한다.
미도리바 이츠키(緑葉 樹)
성우 : 코이케 타케조 / 오기하라 히데키
린과는 1학년부터 알고 지내온 친구. 성적이 우수하여 ‘바베나 학교 최고의 두뇌’라는 별명을 가지고 있다. 그러나, 그와 동시에 헌팅맨 기질이 있어서 길거리나 수영장, 해수욕장에서 헌팅을 하곤 한다. 이것이 문제가 되어 담임인 나데시코 선생님에게 여러 번 지적을 받기도 하지만 마찬가지. 린을 질투하고 있어서 가끔씩 린을 곤란에 빠뜨리지만, 도와줄 때는 확실하게 도와주는 친구이다.
'Really? Really!'에서는 카에데의 기억왜곡으로 인해 잠시 여자가 된다.
신왕(神王) 유스토마(ユーストマ)
성우 : 하마 고로우 / 코스기 쥬로타
신왕이며 리시안사스의 아버지다. 가장 큰 특징은 근육질의 몸. 딸을 너무나 사랑하여 불량배로부터 딸을 보호하기 위해 신족 특수부대를 만들겠다고도 하며, 리시안사스가 불량배들한테 걸렸을 때는 직접 불량배들을 처리하기도 한다. 린을 ‘린 도령’이라고 부른다.
마왕(魔王) 포베시(フォーベシイ)
성우 : 시바 사가노 / 모리카와 토시유키
마왕이며 네리네의 아버지다. 깔끔한 외모에 섹시한(?) 이미지를 풍기면서 이츠키와 같이 헌팅을 한 적도 있었다. 요리 등의 집안일을 하는 것을 좋아하지만 가족들이 막아서 주말에만 집안일을 담당한다. 딸인 네리네를 상당히 애지중지하고 있다.
후요우 미키오(芙蓉 幹夫)
성우 : 今田鉄男 / 이나다 테츠
카에데의 아버지이다. 린의 아버지와는 학창 시절부터 친구였다고 한다. 신왕, 마왕 못지않은 딸 바보이지만 그만큼 카에데를 사랑하고 아껴준다. 린의 부모님이 돌아가셨을 때부터 린을 집으로 데려와 지금까지 보살폈으며, 카에데가 린을 증오할 때에는 린을 지키고자 애쓰면서, 둘을 화해시키려고 노력하였다. 직장일로 인한 출근이 잦아 집을 비우는 일이 많다.
후요우 모미지(芙蓉 紅葉)
성우 : 호쿠토 미나미 / 히토미
카에데의 어머니이다. 아버지 못지않게 카에데를 사랑하였고 카에데 또한 그녀를 매우 좋아하였다, 카에데의 첫 요리 스승이기도 하다. 린의 부모님과 함께 여행을 갔다가 카에데가 병으로 쓰러졌다는 소식을 듣고 급하게 돌아오다가 교통사고를 당하여 린의 부모님과 함께 사망하였다.

### 그 외
마사토(真聡)
성우 : 토노 란 / 고토 유코
Navel사의 전신인 Basil사의 작품에서부터 존재하던 캐릭터. 역할은 치마 들추기다. '리얼리? 리얼리!'에서는 시구레 아마의 치마 들추기를 맡는다. 마사토의 어머니는 이노우에 미키가 성우를 맡았다.

## 리얼리 시스템
'리얼리? 리얼리!'는 린과 친구들이 카에데의 왜곡된 정신세계로 들어가 왜곡을 수정하는 이야기로 진행된다. 정신세계는 과거, 즉 '추억'의 단위로 분할되어 있으며, 이 추억 내에서는 그 당시의 사람들의 역할극으로 진행되기 때문에 그들은 기억을 수정하고 있다는 것을 인지하지 못한다.
이 상황에서 왜곡을 수정하기 위한 방법이 '리얼리 존(Really Zone)'이다. 추억 중에서 카에데가 기억의 왜곡에 의해 잘못된 대사를 했을 경우 이 리얼리 존이 발동하며, 리얼리 존 내에서는 기억을 수정하고 있다는 것을 인지한다. 리얼리 존이 발동하면, 발동 직전의 카에데의 대사 몇 개가 나타나고, 이 중에서 잘못된 대사를 찾은 후, 소유하고 있는 '키워드'중 그 왜곡에 관련된 키워드를 선택해서 수정할 수 있다.
이 시스템은 바로 캠콤사의 게임 역전재판의 패러디로, 실제로 키워드를 선택하면 린이 역전재판의 주인공 나루호도 류이치처럼 손가락을 치켜들고 리아리(리얼리의 일본발음)를 외치며, 이는 역전재판의 이기아리(이의있음의 일본어)와 비슷한 발음이다. 역전재판의 증거물에 해당하는 키워드는 게임을 진행하면서 얻을 수 있다.
예를 들면, 최초의 리얼리 존은 이츠키가 여자로 등장했을 때 발생한다. 이 때, 카에데의 대사에서 이츠키가 여자임을 언급하는 대사를 선택하고, 리얼리 어택을 선택한 후 키워드 '미도리바 이츠키'를 선택하면 왜곡이 수정된 상태로 그 부분을 다시 시작한다. 틀렸을 경우는 게이지가 줄어들며, 총 5칸인 게이지가 모두 줄어들면 배드엔딩으로 이어진다.
키워드가 없어서 왜곡을 수정하지 못하는 경우도 있는데, 이 때는 리얼리 존 상태에서 존 이탈을 선택한다. 왜곡이 수정되지 않은 상태에서 이야기가 조금 진행되다가 맵 선택지로 이동하며, 맵 선택지에서 다시 위치를 선택하면 리얼리 존이 다시 반복되며, 또한 맵 선택지에는 '기억세계탈출'이 있어서 다른 추억으로 이동할 수 있다. 다른 추억에서 키워드를 얻은 뒤 다시 왜곡 수정을 시도할 수 있다. 수정할 방법이 없어 이탈을 해야 하는 리얼리 존이 하나 존재한다.
이로 인해 리얼리? 리얼리!는 원편 셔플!에 비해 공략이 상당히 난해한 편이다. 기본적으로 셔플!에 언급되는 과거를 정확하게 알고 거기서 여러 사실을 추측해내어야 한다. 또한 플레이어의 허를 찌르는 왜곡(예 : 프리무라와 치즈케이크)도 있어 시시각각 정신을 차려야 한다.
단일 루트지만, 카에데의 기억 왜곡으로 인해 여러 히로인들과의 다양한 이벤트가 발생한다. 이로 인해 일각에서는 카에데가 혹시 의부증이 아니냐는 장난스러운 의혹도 있었다.

## 노래
- Remember Memories(OP) 작곡:앗쵸리케 작사:니시마타 아오이 노래:YURIA
- Ageless Love(삽입곡) 작곡:앗쵸리케 작사:니시마타 아오이 노래:하시모토 미유키
- Happy Dream(ED) 작곡:앗쵸리케 작사:니시마타 아오이 노래:YURIA

## 제작진
- 기획·시나리오
  - 아고바리아(あごバリア)
- 캐릭터 디자인·원화 (담당 캐릭터는 셔플!항목 참조)
  - 니시마타 아오이(西又葵)
  - 스즈히라 히로(鈴平ひろ)
- 음악
  - 앗쵸리케(アッチョリケ)
- 영상
  - Iris motion graphics

## 같이 보기
- Navel - 제작사.
- SHUFFLE! - 본편.
- Tick! Tack! - 네리네의 후속편.
- SHUFFLE! Love Rainbow - SHUFFLE! Essence+의 후속편. 카에데가 기억을 되찾은 후의 후일담도 들어있다.